# Таксіархіс Фунтас
Таксіархіс Фунтас (грец. Ταξιάρχης Φούντας, нар. 4 вересня 1995, Месолонгіон) — грецький футболіст, нападник клубу ОФІ та національної збірної Греції.

## Клубна кар'єра
Народився 4 вересня 1995 року в місті Месолонгіон. Вихованець футбольної школи клубу «Ахелоос Неохоріу», після якої потрапив до столичного АЕКа. 17 березня 2012 року Фунтас дебютував за афінян у матчі Суперліги проти «Астераса», ставши наймолодшим гравцем, який зіграв за АЕК у віці 16 років 6 місяців і 13 днів. 28 жовтня 2012 року Фунтас забив свій перший гол за клуб у ворота «Платаніаса», таким чином ставши наймолодшим гравцем, який забивав за АЕК, на той момент йому було 17 років і 54 дні. Всього в команді Фунтас провів два сезони, взявши участь у 35 матчах чемпіонату.
Влітку 2013 року АЕК через фінансові проблеми втратив професіональний статус і усі гравці стали вільними агентами, тому Фунтас перейшов у австрійський «Ред Булл» (Зальцбург), підписавши чотирирічний контракт. Втім за команду із Зальцбурга Фунтас провів лише одну гру у Кубку країни, весь інший час виступаючи на правах оренди за клуби «Ліферінг», «Гредіг», «Паніоніос» та «Астерас». 
21 липня 2016 року Таксіархіс Фунтас повернувся в «Паніоніос», підписавши контракт з клубом за системою 1+1. Там основним гравцем не був, тому 20 вересня 2017 року приєднався до німецького клубу третього дивізіону  «Зонненгоф Гросашпах», провівши там сезон 2017/18, але і у цій команді закріпитись не зумів.
14 липня 2018 року Фунтас підписав контракт з австрійським клубом  «Санкт-Пельтен». Своєю грою за цю команду привернув увагу представників тренерського штабу клубу «Рапід» (Відень), до складу якого приєднався у травні 2019 року. За підсумками сезону 2019/20 Фунтас забив 19 голів у 27 іграх чемпіонату, ставши третім найкращим бомбардиром Бундесліги, чим допоміг команді стати віце-чемпіоном країни. Наступного сезону грек забил лише 9 голів, але команда знову посіла 2 місце у чемпіонаті. Загалом відіграв за віденську команду 68 матчів у національному чемпіонаті і забив 35 голів.

## Виступи за збірні
2011 року дебютував у складі юнацької збірної Греції (U-17), загалом на юнацькому рівні взяв участь у 16 іграх, відзначившись 2 забитими голами.
2015 року залучався до складу молодіжної збірної Греції. На молодіжному рівні зіграв у 3 офіційних матчах, забив 1 гол.
13 червня 2015 року дебютував в офіційних іграх у складі національної збірної Греції у відбірковому матчі до Євро-2016 проти Фарерських островів (1:2), вийшовши на заміну на 81-й хвилині замість Панайотіса Коне.
| Дата       | Місто      | Господарі         | Результат | Гості             | Турнір                               | Голи | Примітки |
| ---------- | ---------- | ----------------- | --------- | ----------------- | ------------------------------------ | ---- | -------- |
| 13-6-2015  | Торсгавн   | Фарерські острови | 2 – 1     | Греція            | Відбір до ЧЄ 2016                    | -    | 81'      |
| 16-6-2015  | Гданськ    | Польща            | 0 – 0     | Греція            | товариський матч                     | -    | 77'      |
| 4-9-2015   | Пірей      | Греція            | 0 – 1     | Фінляндія         | Відбір до ЧЄ 2016                    | -    | 77'      |
| 3-9-2020   | Любляна    | Словенія          | 0 – 0     | Греція            | Ліга націй УЄФА 2020-2021 - 1-й етап | -    | 76'      |
| 7-10-2020  | Клагенфурт | Австрія           | 2 – 1     | Греція            | товариський матч                     | -    | 67'      |
| 11-10-2020 | Афіни      | Греція            | 2 – 0     | Молдова           | Ліга націй УЄФА 2020-2021 - 1-й етап | -    | 83'      |
| 14-10-2020 | Афіни      | Греція            | 0 – 0     | Косово            | Ліга націй УЄФА 2020-2021 - 1-й етап | -    | 62'      |
| 5-9-2021   | Приштина   | Косово            | 1 – 1     | Греція            | Відбір до ЧС 2022                    | -    | 80'      |
| 24-9-2022  | Ларнака    | Кіпр              | 1 – 0     | Греція            | Ліга націй УЄФА 2022-2023 - 1-й етап | -    | 47' 88'  |
| 27-9-2022  | Афіни      | Греція            | 3 – 1     | Північна Ірландія | Ліга націй УЄФА 2022-2023 - 1-й етап | -    | 67'      |
| 17-11-2022 | Мдіна      | Мальта            | 2 – 2     | Греція            | товариський матч                     | 1    | 68'      |
| 20-11-2022 | Будапешт   | Угорщина          | 2 – 1     | Греція            | товариський матч                     | -    | 60'      |
| 16-6-2023  | Афіни      | Греція            | 2 – 1     | Ірландія          | Відбір до ЧЄ 2024                    | -    | 71'      |
| 19-6-2023  | Сен-Дені   | Франція           | 1 – 0     | Греція            | Відбір до ЧЄ 2024                    | -    | 66'      |
| 7-9-2023   | Ейндговен  | Нідерланди        | 3 – 0     | Греція            | Відбір до ЧЄ 2024                    | -    | 70'      |
| 10-9-2023  | Афіни      | Греція            | 5 – 0     | Гібралтар         | Відбір до ЧЄ 2024                    | -    | 68'      |
| 16-10-2023 | Афіни      | Греція            | 0 – 1     | Нідерланди        | Відбір до ЧЄ 2024                    | -    | 60'      |
| 17-11-2023 | Афіни      | Греція            | 2 – 0     | Нова Зеландія     | товариський матч                     | -    | 58'      |
| 20-3-2025  | Пірей      | Греція            | 0 – 1     | Шотландія         | Ліга націй УЄФА 2024-2025 - плей-оф  | -    | 81'      |
| Усього     |            | Матчів            | 19        |                   | Голів                                | 1    |          |